# 張鳳翼 (萬曆進士)
張鳳翼（？—1636年），號象風，山西代州人，明末政治人物，官至兵部尚書。

## 生平
張鳳翼為萬曆四十一年（1613年）癸丑科進士，授戶部主事。後历任至山东按察司副使辽海道。天啓二年五月，起复任河南副使管河北道。三年三月，加升为本省布政使司右参政仍管遵化道。五月会推关抚，六月升都察院右佥都御史、巡抚辽东山海关等处地方。不久告归。六年八月起为都察院右佥都御史、巡抚保定紫荆等关兼理海防军务。七年五月与总督辽饷户部尚书黄运泰、御史李蕃、倪文焕合疏请求在河间、天津二处为魏忠贤建生祠。八月叙宁锦功，加衔。
崇祯继位，天啓七年十一月加升都察院右都御史兼兵部右侍郎，总督蓟、辽军务。崇禎元年（1628年）二月，贵州道御史甯光先上疏弹劾张凤翼在之前担任保定巡抚时，建魏忠贤生祠。凤翼于是引罪乞求罢官，但皇帝不批准。不久，就称病去职。当时很多建祠者都被定入逆案，凤翼以边臣的原故获得豁免。崇祯三年起复故官，代刘策总督蓟、辽、保定军务。以恢复遵化、永平四城的功劳，进太子少保，并荫封一子为锦衣卫指挥佥事。崇祯五年九月，升任兵部尚书。
崇禎九年（1636年）七月，清兵由間道逾越天壽山，攻克昌平，進逼北京。張鳳翼、梁廷棟自請督師，二人皆怯不敢戰。鳳翼屯遷往五重安，聽從鄧林奇的計謀，固壘自守。經旬不出。八月十九日，清兵返回。时張鳳翼病愈重，日服大黃，九月初一，鳳翼病卒於行營。

## 家族
曾祖张满，乡耆。祖父张进九，贈兵部尚書。父张伦，右都御史，贈兵部尚書。